# メルセデス・ベンツ・500E
メルセデス・ベンツ・500E（Mercedes Benz 500E ）は、1991年から1995年にかけてメルセデス・ベンツが製造・販売したミディアムクラスのセダン型乗用車。W124（Eクラス）のスポーティバージョンにあたる。
メルセデス・ベンツの命名法則の変更に伴い、1993年を境にそれ以前のモデルを500E、それ以降のモデルをE500と呼ぶ。

## 概要
アメリカ合衆国で500SL（R129）が発売され人気を博すと、500SLの4ドア版の要望が出たことから、ミディアムクラスの車種に500SLのエンジンを搭載することになった。その開発を当時経営不振だったポルシェに依頼したことから、同社との関係が非常に深いモデルとされている。チューニングはポルシェのバイザッハ研究所が担当した。パフォーマンスは最高ながら非常な高コストになってしまったため、ダイムラー側では市販するか否かかなり悩んだが、結局少しだけパーツをコストダウンした。テストコースでのハンドリングの煮詰めは当時ザウバーに在籍していたジャン＝ルイ・シュレッサーが担当した。
製造工程の一部も、貨車でメルセデスのジンデルフィンゲン工場と往復させてポルシェのツッフェンハウゼン工場が担当していた。実際にはジンデルフィンゲンで製造されたボディパーツをツッフェンハウゼンに輸送して組み立てが行われ、完成したシャシーをジンデルフィンゲンに戻して塗装し、ツッフェンハウゼンに再度輸送してエンジン等の取り付けを行う、というように、両工場間を行ったり来たりしていた。
1990年のモンディアル・ド・ロトモビルで発表され、1991年に発売された。モデルイヤーは1992年から1995年。日本への正規輸入は1994年で終了した。
ドイツを代表する自動車メーカーのブランド性の高さから、日本では「ポルシェが造ったベンツ」とコラボレーション的に呼ばれ、高い評価を得ている。北米市場での販売不振のために経営が悪化したポルシェが、遊休ラインで生産の一部をメルセデスから請け負っており、一部では「ポルシェを救ったモデル」とも呼ばれる。ただし、経営改善戦略として発表された水冷ミッドシップオープンカーのボクスターのヒットにより業績が回復して以降は、メルセデス・ベンツとポルシェの間では同様の開発や製造委託は行われていない。
500Eの総生産台数は1万479台と多くないが、上記のように日本での人気は高く、1,184台が正規輸入され、さらにそれ以上に並行輸入された車が存在し、生産数の約3分の1が日本という状況になっている。一方、アメリカでの販売台数は1,528台に留まり、ドイツ本国でもそれほど人気は出なかった。
V型8気筒DOHC32バルブ自然吸気、総排気量4,973cc、最高出力330PS/5,700rpm、最大トルク50kgm/3,900rpmのM119型エンジンを搭載した。後期モデルは排気ガス規制を受けて325PS、49kgmに低下している。
既存のボディにV型8気筒エンジンを搭載すべく、フロアトンネル及びバルクヘッド部分の拡大を行うとともに、すでに500SL（R129）他に搭載されていた部品を流用した。例えば、前後のサスペンションアームやサブフレーム、トランスミッション、ステアリングギアボックス、ドライブトレインの多くが500SLから、またリアのセルフレベリングサスペンションは、Tモデル（ワゴン）から流用されている。後部座席はディファレンシャルのサイズの都合で中央の座席を撤去したため2名乗車となり、乗車定員は4名である。
同様に、ブレーキもSLから流用した直径300mmのベンチレーテッドディスクと、190E2.5-16より流用したブレンボ製4ポットアルミキャリパーを前輪に採用し、 後輪には同275mmに2ポットスチールキャリパーを備えた。（後期モデルは制動性能を高めるために600SLに用いられていた直径320mm、300mmのディスクブレーキを装備し、キャリパーも全て鋳鉄製となった。なお、前輪ブレーキキャリパーの製造元は、高速での制動時に振動が発生するとの理由でブレンボ製からATE製に変更された）また、全車にABSやASRを標準装備し、安全面での装備をより充実させている。
ミディアムクラスにSクラスのV8エンジンを搭載したモンスターセダンは、その地味な外観と卓越した性能から「羊の皮を被った狼」とプレスリリース資料で呼ばれた。0-100km/hは6.5秒、0-400mは14.8秒である。
最高速度は6,250rpmでレブリミットを迎えるため約250km/hであるが、リミッターを外しても260km/h程度である。
ATはメルセデス・ベンツ社内製の機械式4速（722.3）が搭載され、通常時は2速発進となる。
特徴的な外観は、16インチ8Jの5穴専用ホイールの装着と前後トレッドを拡大しフェンダーもワイド化したことや、専用の前後バンパー、フォグライト等によって表象され、他のモデルと区別される。
その生立ちや性能、希少性から現在でも世界中で高い人気を有している。メルセデス・ベンツ公式では500Eを「クラシック」に分類している。

## 派生モデル

### 純正派生モデル
- 400E/E400 - 1992年に追加された400Eは、主に北米市場で同時期に販売され価格的にもオーバーラップしていたレクサス・LS400に対抗すべく登場したモデルで、500Eの設計やコンポーネンツを流用しつつ、外見やディメンションを300E以下のモデルと同等に収めている。エンジンは400SEに搭載されていた4.2L版のM119を搭載。後部座席も3人掛けで、定員は5人とされた。後にマイナーチェンジでE420と改名されたが、日本仕様のみ「シニマル」とも読め、縁起が悪いという理由でE400の名で販売された（W210時代もE430登場まで同様の措置が取られた）。
- E500リミテッド - モデル末期にスペシャルモデルとして、8.25J×17の6本スポークホイール、緑、赤、灰の専用内装色、ブラックバーズアイ・ウッドパネルやステアリング等を装備し販売された。1994年から1995年までの間に公称500台が製造されている。日本には正規輸入されていないが、多くの台数が並行輸入されている。

### 非純正派生モデル
AMGはメルセデス・ベンツから直接ホワイトボディ等の供給を受けていたため、同社のエンブレムを装着した純然たる500Eの新車が存在する一方で、他のチューナーは直接の車両供給を受けていなかった。そのためドイツ国内のディーラー経由や、ドイツ国内外で一旦登録された車輌、または一定期間使用された車輌のオーバーホールを兼ねて、エンジンやサスペンション、内外装等をオーナーの要望にあわせて変更することも珍しくなく、何をもって「正規モデル」とするかについては議論がある。特に日本では、チューナーブランドのエアロパーツやホイールを装着したアフターマーケット車輌が多く存在しており、またコピー商品も多かったため、これらの議論を複雑化させている。
なお、AMG以外の多くのチューナー製車両は知的財産権上の問題から、メルセデス・ベンツのトレードマークであるスリーポインテッド・スターを取り外し、自社のエンブレムを装着している（ロリンザー等一部例外も存在する）。　

### AMG
メルセデス・ベンツとの協定で「上級モデルの最大排気量（例えばEクラスでは、Sクラスの6,000cc）を超えない」というルールがあったため、500EのAMG仕様の排気量は最大で6.0 Lとされているが、一部のオーダー車輌に少数6.2 Lモデルも存在する。
- 500E-6.0 - M119エンジンのボア/ストロークを拡大し、排気量を5,957cc、最高出力385PS/5,750rpm、59.1kgm/3,800rpmとした、AMGによるチューナーモデル。日本に正規輸入された台数は17台であるが、それ以外に並行輸入された個体が多数存在する。また、少数のみの輸入で運輸省の型式認定を受けていないため、正規輸入モデルのすべての型式は「不明」となっている。
- E60 - エンジンはボアφ100.0mm×ストローク94.8mmで総排気量5,956ccに拡大され、最高出力380PS/5,500rpm、最大トルク59.1kgm/3,750rpmにチューニングされている[3]。
  - E60リミテッド - 500Eの最終モデルE500リミテッドをベースに、1995年に限定15台でE60と同等のチューニングを受けたモデル。フロントエアロパーツ、サイドエアロパーツ、リアエアロパーツ、エキゾーストシステム、300km/hスケールのメーター、アルミホイール、シフトノブは専用品。ブラックバーズアイのウッドパネル、革張りインテリア、グラデーションコンビレザーシートを装備している[3]。

### ブラバス
- 500E6.0 - エンジンはボアφ100.0mm×ストローク94.5mmの5,938ccに拡大され、最高出力408PS/5,500rpm、最大トルク61.6kgm/3,800rpmにチューニングされている。マフラー、アルミホイール、ブレーキシステム、サスペンション、メーターパネルは専用品。シートヒーター、メモリー付きパワーシート、ASRのカットオフスイッチを装備している[4]。

### その他
カールソン、ロリンザー、ハグマンからも500E/E500の排気量を独自に約6,000cc、6,200cc、6,500ccに拡大したモデルが販売されていた。これらチューナーモデルは500Eと比べて更に優れた動力性能を有することと、その「ブランド内ブランド」のため現在でも人気が非常に高く、希少価値も相まって高価格で取引されており、500Eと区別するために「6リッター」と呼称されている。